# 2062 Aten
2062 Aten је Атен астероид. Приближан пречник астероида је 1,1 ,
а средња удаљеност астероида од Сунца износи ,966 астрономских јединица (АЈ).
Инклинација (нагиб) орбите у односу на раван еклиптике је 18,933 степени, а орбитални период износи 347,077 дана (0,950 год). Ексцентрицитет орбите астероида износи 0,182.
Апсолутна магнитуда астероида износи 16,80 а геометријски албедо 0,26.
Астероид је откривен 7. јануара 1976. године.